# Воронов Станіслав Андрійович

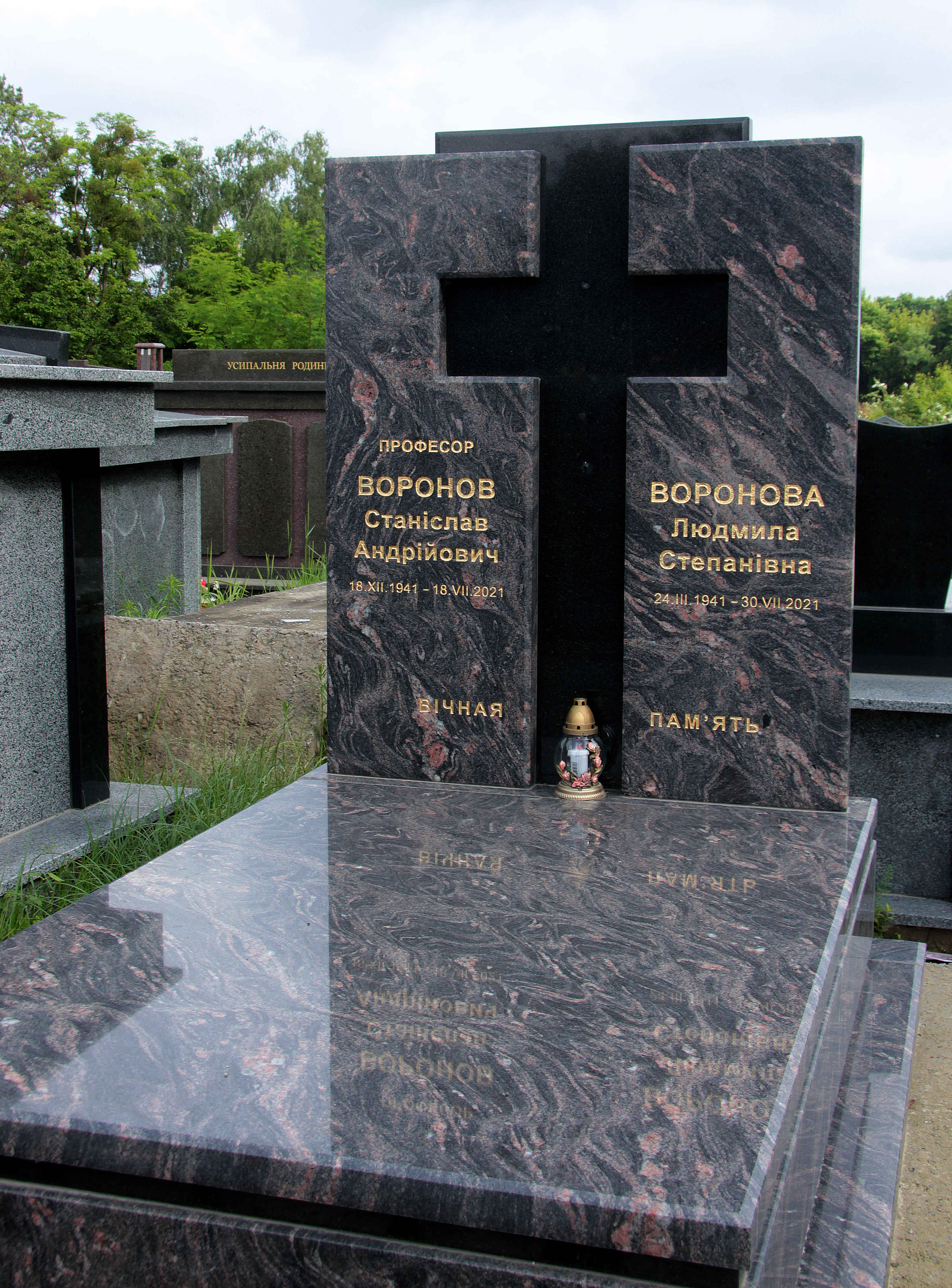

Станіслав Андрійович Воронов (нар. 18 грудня 1941, Новосибірськ — 20 липня 2021) — український хімік. Доктор хімічних наук (1984), професор (1986), завідувач кафедри органічної хімії Інституту хімії та хімічних технологій Національного університету «Львівська політехніка».

## Життєпис
Доктор хімічних наук, професор Воронов Станіслав Андрійович — відомий фахівець в галузі синтезу та модифікації полімерів і формування полімерних (нано-)композитів. Під його керівництвом розвивається наукова школа «Розробка теоретичних основ синтезу і хімічної модифікації полімерів і композиційних матеріалів на основі органічних пероксидів» з розроблення реакційноздатних і ініціюючих систем для функціоналізації (зокрема, пероксидації) міжфазних поверхонь та формування на них спеціальних полімерних наношарів і конструювання наповнених композитів, біосумісних, біодеградабельних полімерних матеріалів, модифікації природних речовин. 
Розвинув новий науковий напрям у хімії високомолекулярних сполук «Синтез, властивості та застосування гетерофункціональних поліпероксидів», за яким за наукового консультування проф. Воронова С.А. захищено 9 докторських дисертацій (д. х. н. Шибанов В. В., Мінько С. С., Будішевська О. Г., Токарев В. С., Самарик В. Я., Варваренко С. М., Гевусь О. І., Когут А. М., Дончак В. А.). Під його науковим керівництвом захищено 24 кандидатських дисертації. 
Співавтор 116 патентів та більше 460 наукових публікацій, переважну більшість яких опубліковано в журналах з імпакт-фактором. Індекс Гірша — 14. 
У співавторстві видано 7 монографій (розділів у монографіях), деякі з них опубліковані за кордоном, в тому числі: «Пероксидовмісні макромолекули на межі розподілу фаз» (2011); «Conformation of macromolecules. Thermodynamic and Kinetic Demonstrations» / Published by Nova Science Publishers, Inc.-New York (2007); «Radical polymerization: new developments». New York: Nova Sci (2012); «Industrial Applications for Intelligent Polymers and Coatings» Springer International Publishing ( 2016); «Nanostructures for Cancer Therapy. Elsevier Inc. Amsterdam», Netherlands (2017); «Polymers for Biomedicine: Synthesis, Characterization, and Applications», John Wiley&Sons, Inc, USA (2017). 
Є співавтором популярних в Україні підручників з грифом MOH України «Органічна хімія» (видання 2001, 2002, 2006, 2009 років), «Токсикологічна хімія харчових продуктів та косметичних засобів» (2010), «Токсикологія продуктів харчування (2014), підручника «Хімія» (2014), навчальних посібників «Органічна хімія» та «Лабораторний практикум з токсикології продуктів харчування» (2018). 
Неодноразово виступав на міжнародних конференціях. Був членом програмних комітетів ряду міжнародних конференцій.
За результатами проведених фундаментальних досліджень: розроблено адгезиви для одержання гумово-кордних виробів з покращеними експлуатаційними властивостями; запропоновано універсальний метод ковалентного закріплення на полімерних поверхнях нано- та мікророзмірних функціональних полімерних шарів, які регулюють властивості поверхні, що дозволило створити ряд нових методів модифікування полімерних поверхонь для надання адгезійних, фрикційних властивостей, підвищення стійкості до УФ-опромінення, а також надати полімерним матеріалам гемосумісні та бактерицидні властивості; розроблено методи формування гідрогелів з полімерним каркасом, ковалентно закріпленим до полімерної поверхні. 
Створено теоретичні, практичні та технологічні основи формування універсальних гідрогелевих лікувальних пов'язок нового покоління (кровозупинні, знеболюючі, протиопікові і т.д.), що виробляються підприємством «Укртехмед», м. Київ (виробник атравматичних шовних матеріалів для хірургії та хірургічних поліпропіленових сіток).
Керував виконанням 5 контрактів з фірмами США, а також контрактом з польською фірмою по розробленню та впровадженню нових пероксидів у промислове виробництво. Керував виконанням численних наукових грантів з Німеччиною (Фольксваген, BMBF). 
З 2003 року до 2008 року Голова експертної ради при МОН України з експертизи фундаменальних і прикладних науково-дослідних робіт (секція «Хімія»), з 2003 року був членом цієї секції. З 1995 року до 2001 року член бюро Західного Наукового центру НАН України.
З 1989 року був головою спеціалізованої вченої ради Д 35.052.07 із захисту кандидатських та докторських дисертацій. Постійно керував науковими дослідженнями аспірантів та консультував докторантів.
Професора Воронова відзначено почесним званням «Заслужений діяч науки і техніки України» (1994), двічі нагороджено Почесною грамотою Кабінету Міністрів України (2000, 2009), срібною медаллю ВДНХ СРСР (1989 р.), бронзовою медаллю ВДНХ СССР (1984) та дипломом третього ступеня ВДНГ УРСР (1982) за участь у виставках, нагрудними знаками Міністерства освіти і науки України «Петро Могила» (2008) та «За наукові та освітні досягнення» (2016), Почесною грамотою Міністерства освіти і науки України (2005), премією Львівської облдержадміністрації та Львівської обласної ради для працівників наукових установ НАН України та вищих навчальних закладів III–IV рівнів, відзначено званням «Почесний професор Національного університету «Львівська політехніка» (2011).
Помер у Львові, похований на 71 полі Янівського цвинтаря.
Джерела
- Воронов Станіслав Андрійович // Буцко М. І. Відомі вчені Державного університету «Львівська політехніка» 1844–1994: біограф. довідник. — Львів : Вид-во Держ. Ун-ту «Львівська політехніка», 1994. — С. 160–161.